# Соревнования военных патрулей на зимних Олимпийских играх 1948
На V зимних Олимпийских игр года соревнования военных патрулей проходили как демонстрационные. Дата проведения соревнований — 8 февраля 1948 года.

## Неофициальный медальный зачёт
| Позиция | Страна    | Золото | Серебро | Бронза | Общее число медалей |
| ------- | --------- | ------ | ------- | ------ | ------------------- |
| 1       | Швейцария | 1      | 0       | 0      | 1                   |
| 2       | Швеция    | 0      | 1       | 0      | 1                   |
| 3       | Финляндия | 0      | 0       | 1      | 1                   |

## Итоги
| Медаль  | Спортсмен                                                                  | Время   | Стрельба |
| Золото  | Роберт Цурбригген, Хеинрич Цурбригген, Виталий Вуарду, Арнольд Анденматтен | 2:39:25 | 5        |
| Серебро | Ееро Наапури, Вильхо Юлёнен, Микко Мерилайнен, Тауно Хонканан              | +2:58   | 9        |
| Бронза  | Едор Йукстрём, Х. Борг, К.Г. Юнгквист, О.Ф. Ларссен                        | +6:38   | 4        |